# Novomykolaivka (huyện)
Huyện Novomykolaivka (tiếng Ukraina: Новомиколаївський район, chuyển tự: Novomykolaivkas'kyi raion) là một huyện của tỉnh Zaporizhia thuộc Ukraina. Huyện Novomykolaivka có diện tích 915 kilômét vuông, dân số theo điều tra dân số ngày 5 tháng 12 năm 2001 là 19564 người với mật độ 21 người/km2. Trung tâm huyện nằm ở Novomykolaivka.